# Robert le Lorrain
Robert Le Lorrain (1666 - 1743) va ser un escultor barroc francès nascut a París. Va néixer en una família de buròcrates, fill de Claude Le Lorrain, agent comercial de Nicolas Fouquet, ministre d'Hisenda de Lluís XIV. Le Lorrain era estudiant de l'escultor, pintor i arquitecte francès, Pierre Paul Puget (1620-1694). A l'edat de divuit anys, Le Lorrain va entrar a l'estudi de François Girardon; a part de col·laborar amb ell, es va encarregar d'instruir als nens de Girardon a dibuixar i supervisar als seus altres alumnes. Le Lorrain va guanyar el Premi de Roma l'any 1689. Quan tornà a París, es va incorporar a l'Acadèmia de Saint-Luc i, en 1701, va ser rebut a l'Acadèmia Reial de Pintura i d'Escultura (Acadèmia Reial de Pintura i Escultura a París). ; es va convertir en rector de l'Académie en 1737. Els seus principals clients no reials eren membres de la casa de Rohan. Els seus alumnes van ser Jean-Baptiste Lemoyne (1704-1778) i Jean-Baptiste Pigalle (1714-1785). Robert Le Lorrain va morir a París el 1743.
Decebudament pocs treballs d'aquest mestre molt complert han sobreviscut. La seva obra més coneguda és de pedra, Els cavalls del Sol, sobre les portes estables de l'Hôtel de Rohan, París; Les escultures realitzades el 1718-21 pel Cardenal de Rohan al Château de Saverne es van perdre en el foc del castell el 1779, però sobreviuen escultures per al palau Rohan, a Estrasburg. Encara que les obres de Le Lorrain per a Marly han estat disperses o perdudes, com ho han fet els monuments de l'església a París i Orléans, l'escultura a la capella de Versailles sobreviu. L'Institut d'Art de Courtauld (Londres), el Museu d'Art de Honolulu, el Museu J. Paul Getty (Los Angeles), el Museu de Liechtenstein (Viena), el Museu del Louvre i la National Gallery of Art (Washington DC), estan entre les col·leccions públiques amb escultura de Robert Le Lorrain. Se sap que ha estat un prolífic dibuixant: cap dels dibuixos que se li atribueixen de manera segura sobreviuran.